# ویلسوندیل (ویرجینیای غربی)
ویلسوندیل (به انگلیسی: Wilsondale) یک منطقهٔ مسکونی در ایالات متحده آمریکا است که در شهرستان وین، ویرجینیای غربی واقع شده‌است. ویلسوندیل ۷۴ نفر جمعیت دارد.